# Beni-Amer
Beni-Amer, jedno od dva plemena Bedža (drugo je Ababda) nastanjenih u krajevima uz Crveno more u Eritreji blizu grada Kassala. U novije vrijeme zbog građanskog rata u Eritreji mnogi su izbjegli na sjever u susjedni Sudan. Beni-Ameri, što je nesrodno Bedžama, čine konfederaciju nomadskih grupa, dok je sam njihov socijalni sistem kastinski.
Jezik im pripada kušitskim jezicima, točnije govore to-bedawei, a dio se služi i semitskim jezikom tigre.

## Vanjske poveznice
- The Beja